# Anadara globosa
Sò hình cầu, tên khoa học Anadara globosa là một loài động vật thân mềm hai mảnh vỏ sống ở biển thuộc họ Sò. Chúng được Lovell Augustus Reeve mô tả lần đầu tiên vào năm 1844.